# Американський сомик
Американський сомик (лат. Ameiurus) — рід сомів родини ікталурових (Ictaluridae). Природний ареал роду охоплює Північну Америку.

## Таксономія і викопні знахідки
Ameiurus вважається монофілічною групою. Таксономічно найбільш близькі до клади сформованої родами Noturus, Prietella, Satan і Pylodictis.
Найбільш близькими видами є Ameiurus melas і Ameiurus nebulosus.

## Види

### Існуючі види
Наразі рід містить 7 видів: 
- Ameiurus brunneus D. S. Jordan, 1877
- Ameiurus catus (Linnaeus, 1758)
- Ameiurus melas (Rafinesque, 1820) (Сомик чорний)
- Ameiurus natalis (Lesueur, 1819)
- Ameiurus nebulosus (Lesueur, 1819) (Сомик коричневий)
- Ameiurus platycephalus (Girard, 1859)
- Ameiurus serracanthus (Yerger & Relyea, 1968)

### Вимерлі види
Існує 8 підтверджених вимерлих видів: Ameiurus pectinatus існував близько 30 млн років тому, протягом Олігоцену.
- †Ameiurus hazenensis
- †Ameiurus lavetti
- †Ameiurus leidyi
- †Ameiurus macgrewi
- †Ameiurus pectinatus
- †Ameiurus reticulatus
- †Ameiurus sawrockensis
- †Ameiurus vespertinus